# Молодая гвардия (подпольная организация)
«Молода́я гва́рдия» (молодогвардейцы) — советская подпольная антифашистская комсомольская организация юношей и девушек, действовавшая в годы Великой Отечественной войны (с сентября 1942 года по январь 1943 года), в основном, в городе Краснодоне Ворошиловградской области Украинской ССР. Организация была создана вскоре после начала оккупации города Краснодона войсками нацистской Германии, начавшейся 20 июля 1942 года. «Молодая гвардия» насчитывала семьдесят одного человека: 47 юношей и 24 девушки. Самому младшему было 14 лет, а пятидесяти пяти из них так и не исполнилось девятнадцати, так как они погибли. В составе организации были русские, украинцы (в том числе казаки), армяне, белорусы, евреи, азербайджанцы и молдаване.

## История организации

### Первые сведения о «Молодой гвардии»
Первые сведения о краснодонской молодёжной подпольной организации «Молодая гвардия» появились во фронтовой газете «Сын отечества» от 18 апреля 1943 года, затем в газетах «Социалистическая родина» и «Ворошиловградская правда». Первыми советскими журналистами, написавшими в 1943 году книгу о подвиге подпольной организации «Молодая гвардия» и её руководителе Олеге Кошевом, стали Владимир Лясковский и Михаил Котов. Уже весной 1943 года в Краснодон направляют специальную государственную комиссию ЦК ВЛКСМ для сбора материалов о возникновении и деятельности «Молодой гвардии». Впоследствии для исследования деятельности «Молодой гвардии» не раз создавались специальные комиссии, на различных уровнях всесторонне исследовавшие деятельность как самой «Молодой гвардии», так и всего краснодонского подполья в целом.

### Краснодонское подполье
В ходе работы специальной комиссии Ворошиловградского обкома КП(б)У в 1949—1950 годах было установлено, что в Краснодоне действовала подпольная партийная группа во главе с Филиппом Лютиковым. Помимо его помощника Николая Баракова, в подпольной работе участвовали коммунисты Нина Соколова, Мария Дымченко, Даниил Выставкин и Герасим Винокуров. Подпольщики начали свою работу в августе 1942 года. Впоследствии ими была установлена связь с молодёжными подпольными организациями Краснодона, деятельностью которых они непосредственно руководили.

### Создание «Молодой гвардии»
Подпольные антифашистские группы молодёжи возникли в Краснодоне сразу после начала оккупации города войсками нацистской Германии, начавшейся 20 июля 1942 года. Распространение первых листовок и поджог новой бани (которую подготовили под немецкие казармы), провёл единолично Сергей Тюленин. Он же начал собирать оружие для последующей борьбы.
К началу сентября 1942 года к нему присоединяются оказавшиеся в Краснодоне бойцы Красной армии: солдаты Евгений Мошков, Иван Туркенич, Василий Гуков, матросы Дмитрий Огурцов, Николай Жуков, Василий Ткачёв.
30 сентября 1942 года молодёжные подпольные группы, в которых насчитывалось 25 человек, объединились в единую организацию «Молодая гвардия», название которой было предложено Сергеем Тюлениным. Был принят план создания отряда, намечены направления подпольной работы, создан штаб.
Командиром организации был назначен Иван Туркенич. Кто же был комиссаром «Молодой гвардии», до сих пор достоверно неизвестно. Те члены организации, которым удалось выжить, время от времени меняли свои показания, указывая то на Олега Кошевого, то на Виктора Третьякевича. Членами штаба были Георгий Арутюнянц — ответственный за информацию, Иван Земнухов — начальник штаба, Олег Кошевой — ответственный за безопасность, Василий Левашов — командир центральной группы, Сергей Тюленин — командир боевой группы. Позже в штаб были введены Ульяна Громова и Любовь Шевцова. Подавляющее большинство молодогвардейцев было комсомольцами. Временные комсомольские удостоверения для них печатались в подпольной типографии организации вместе с листовками.

### Деятельность «Молодой гвардии»
За весь период своей деятельности организация «Молодая гвардия» выпустила и распространила в городе Краснодоне около 30 антифашистских листовок общим тиражом более пяти тысяч экземпляров с данными о реальном положении дел на фронте по сводкам Совинформбюро и призывами к населению подниматься на беспощадную борьбу с немецкими оккупантами.
В ночь на 7 ноября 1942 года, в канун 25-й годовщины Великой Октябрьской социалистической революции, молодогвардейцы водрузили восемь красных флагов на самых высоких зданиях в городе Краснодоне и прилегающих к нему посёлках.
В ночь с 5 на 6 декабря 1942 года, в День Конституции СССР, молодогвардейцы устроили поджог здания немецкой биржи труда (народ окрестил её «чёрной биржей»), где хранились списки людей (с адресами и заполненными рабочими карточками), предназначенных к угону на принудительные работы в нацистскую Германию, тем самым около двух с половиной тысяч юношей и девушек из Краснодонского района были спасены от насильственного вывоза.
К началу декабря 1942 года молодогвардейцам удалось собрать большое количество оружия, предназначенного для выступления в помощь Красной армии: 15 автоматов, 80 винтовок, 10 пистолетов и около 15 тысяч патронов к этому оружию, а ещё 300 гранат и 65 килограммов взрывчатки.
23 декабря 1942 г. штаб подпольной организации разработал тщательный план по подрыву здания дирекциона № 10 — местной конторы немецкого «Восточного общества по эксплуатации каменноугольных и металлургических предприятий», располагавшегося в спортивном зале краснодонской школы № 1 им. Горького, где стояла ёлка и планировался банкет. В здание заранее были заложены динамит и тол. К 8 часам вечера назначенного числа — через Ивана Туркенича предполагалось вывести с праздника людей, которых следовало уберечь. В полночь, шесть человек из городской группы (Анатолий Ковалёв, Василий Пирожок, Михаил Григорьев, Виктор Третьякевич и ещё двое подпольщиков) и четыре человека из группы Мошкова — должны были «бесшумно снять охрану, затем забросать залы гранатами и обстрелять из автоматов». Отход главной группы от дирекциона должны были прикрыть две выделенные городские группы, скрывшиеся в парке и с задней стороны школы.
В тот же вечер 23 декабря, спонтанно было принято решение о нападении на немецкую грузовую машину, направлявшуюся на фронт с новогодними подарками для солдат, обнаруженную Анатолием Лопуховым и Валей Борц на дороге без охраны. Из машины забрали несколько мешков с обмундированием, посылками, папиросами. На следующую ночь С. Тюленин совершил нападение на вторую машину, где были обмундирование и тёплые вещи. На третью ночь — ещё на одну машину, где были офицерские сундуки с шинелями, сапогами и маскировочными халатами.
Перед лютеранским Рождеством немцы вывесили в клубе имени Ленина четырёхметровый шёлковый красный флаг с белым кругом посредине и чёрной свастикой. Сергей Тюленин, спрятавшись за сцену в клубе, после окончания киносеанса снял флаг, замотал его вокруг себя, надел пальто и вылез наружу через драпировочную комнату. Иван Туркенич объяснял, что задание похитить флаг дали он и Олег Кошевой, поэтому стяг оказался у Кошевых, на улице Пролетарской революции. Елена Николаевна Кошевая вспоминала, что ей Олег сказал: «…знамя Серёжа [Тюленин] унёс очень секретно, об этом никто не знает. Девушки спорят свастику и вышьют серп и молот, и когда придут наши, мы им вручим знамя от группы „Молодая гвардия“». Уже после начала арестов (3 января 1943) Олег скрылся, у них дома был обыск, но знамя не нашли.
Хотя в рамках плана нападения на дирекцион были успешно проведены нападения на автомашины и хищение немецкого флага — само нападение на дирекцион вечером в назначенный день — было отменено из-за опасений, что пострадает мирное население и в городе начнутся массовые репрессии. Однако, предварительные отвлекающие операции также вызвали сильное раздражение немецких властей и косвенно способствовали росту карательных мер и облав в Краснодоне и его окрестностях, что в итоге и привело к предательству отдельными людьми подпольных групп.

### Раскрытие «Молодой гвардии»
Незадолго до бегства от наступающих частей Красной армии немецкая контрразведка, гестапо, полиция и жандармерия активизировали усилия по поимке и ликвидации комсомольско-коммунистического подполья в районе Краснодона. Используя осведомителей (большинство из которых после освобождения Украинской ССР от немецкой оккупации были изобличены и осуждены за предательство и сотрудничество с врагом), немцы вышли на след подпольщиков, и в январе 1943 года начались массовые аресты членов организации.
Накануне 1943 года молодогвардейцы осуществили нападение на конвой немецких грузовиков, который перевозил новогодние подарки для солдат вермахта. 1 января 1943 года Евгений Мошков и Виктор Третьякевич попытались продать на местном рынке часть похищенного и были арестованы. 2 января был арестован Иван Земнухов, который пытался выручить Мошкова и Третьякевича, а 5 января полиция начала массовые аресты подпольщиков, которые продолжались вплоть до 11 января 1943 года.

#### Предатель
Вопрос о том, была ли вся группа раскрыта из-за предательства одного или же нескольких её членов или их родственников, до сих пор официально не решён, как и не решено, была ли группа раскрыта конкретно из-за предательства.
До 1959 года считалось, что молодогвардейцев гестаповцам выдал комиссар «Молодой гвардии» Виктор Третьякевич, на которого в ходе судебного процесса 1943 года указал бывший следователь оккупационной полиции Михаил Емельянович Кулешов, заявив, что Виктор не выдержал пыток. Похожие показания давала и выживший член подполья Валерия Борц, которая указывала, что Третьякевича пытали в присутствии её матери (при этом Борц в различных обстоятельствах давала различные показания, что делает её свидетельства сомнительными). При этом уже тогда, в 1943 году, стало достоверно известно о предательстве члена «Молодой гвардии» Геннадия Почепцова, который 2 января 1943 года по совету своего отчима Василия Громова, начальника шахты № 1-бис (по совместительству являвшегося тайным агентом полиции Краснодона), сделал оккупационным властям соответствующий донос и назвал имена всех известных ему членов «Молодой гвардии». Вскоре после освобождения Краснодона Почепцов, Громов и следователь полиции Кулешов были арестованы за пособничество немцам и дали признательные показания. 18 августа 1943 года военный трибунал НКВД Луганской области приговорил всех троих к расстрелу, который состоялся на следующий день публично, в присутствии 5 тыс. человек. Вместе с тем то, что факт доноса Почепцова был документально установлен, не помешало, основываясь на показаниях следователя Кулешова, выдвинуть предположение о предательстве Третьякевича.

Уроженец Краснодона Игорь Чередниченко, изучавший историю организации, привёл в одной из своих статей слова своего крёстного отца, который был свидетелем расстрела: 
Громов стоял перепуганный, как мел белый. Глаза бегали по сторонам, сгорбившись, он как загнанный зверь дрожал. Почепцов сначала упал, на него подалась толпа жителей, хотели растерзать, но солдаты в последний момент сумели вырвать его из толпы. А Кулешов стоял возле борта машины с поднятой головой и, казалось, что его это не касается. Он так и погиб с безразличием на лице… Почепцова порывалась расстрелять собственная мать, но её кто-то держал, хотя она ревела как зверь и требовала дать ей винтовку. Кстати, его мать была очень уважаемым человеком в городе. Она всех обшивала по самым низким ценам, никому не отказывала.
Сразу после освобождения Краснодона извлечением трупов молодогвардейцев, сброшенных в шахту, было поручено руководить Василию Громову. По свидетельствам очевидцев он всячески затягивал дело, вёл его с неохотой. В итоге руководство извлечением тел взял на себя отец Лидии Андросовой — одной из молодогвардейцев.
Однако в 1959 году во время судебного процесса над признанным виновным в измене Родине Василием Подтынным, служившим заместителем начальника краснодонской городской полиции в 1942—1943 годах и на протяжении 16 лет скрывавшимся под чужим именем (он часто менял работу и место жительства) были выяснены новые обстоятельства гибели молодогвардейцев. Созданная после процесса специальная государственная комиссия установила, что Виктор Третьякевич стал жертвой умышленного оговора, а реальным предателем был признан Геннадий Почепцов.
В 1998 году один из выживших молодогвардейцев Василий Левашов выдвинул свою версию раскрытия организации, также с участием Почепцова. Со слов Василия, некий двенадцатилетний мальчик стал случайным свидетелем ограбления подпольщиками немецкого конвоя с новогодними подарками, после совершения которого они дали ему за молчание пачку сигарет, которую он попытался продать на местном рынке, чем привлёк внимание немцев. Когда мальчика стали допрашивать, он указал на Почепцова, у которого провели обыск и нашли список членов организации. Также Левашов утверждал, что его отца трижды арестовывали (чтобы он сказал, где прячется его сын) и тот сидел с Третьякевичем в одной камере, где видел, как последнего приводили с допросов совершенно искалеченным, что, по мнению самого Левашова, было явным свидетельством того, что «Виктор всё-таки не раскололся». Осталось также неизвестным, был ли Почепцов членом «Молодой Гвардии» — есть сведения, что он был членом другой подпольной группы — «Молот».
Луганский журналист Михаил Бублик, который имел доступ к архивным документам луганского областного управления СБУ, говорит, что Почепцов, которого арестовали фактически сразу после освобождения Краснодона в феврале 1943 года, не говорил на допросах ни о какой «Молодой гвардии» до июля 1943 года, а говорил только о подпольной организации «Молот». По словам Михаила Бублика, судя по показаниям следователя полиции Кулешова и Почепцова, пыток к арестованным членам «Молодой Гвардии» никто не применял, они сами выдавали друг друга, только Любовь Шевцова никого не выдала.

### Судьба молодогвардейцев

#### Казнённые в январе-феврале 1943 года

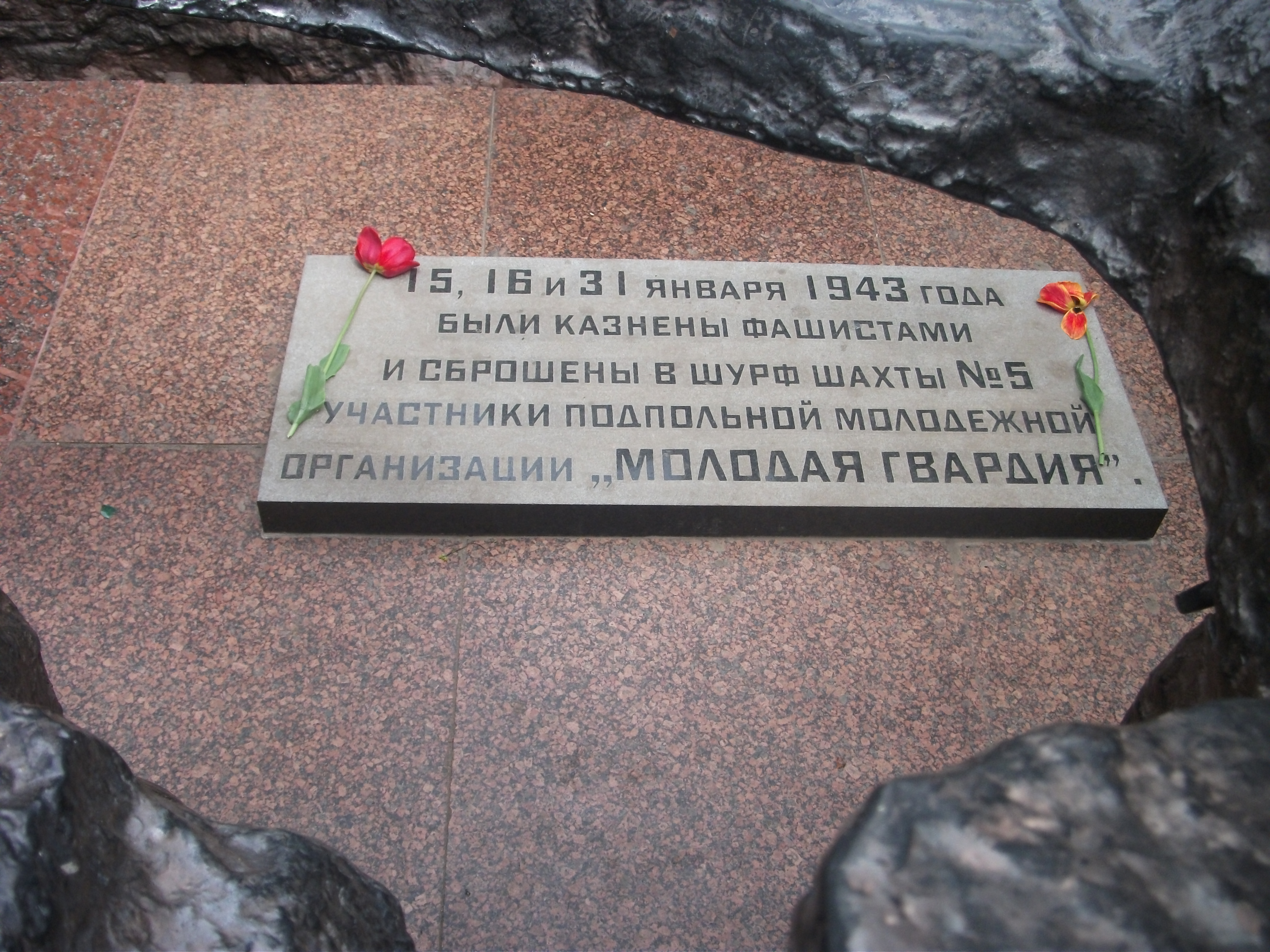
Мемориальная плита в шурфе краснодонской шахты № 5

15, 16 и 31 января 1943 года в 58-метровый шурф краснодонской шахты № 5 были сброшены 71 человек, из которых часть была предварительно расстреляна, а часть сброшена живыми. Сорок девять из них были молодогвардейцами, остальные 22 были членами местной подпольной партийной организации. В их числе были Виктор Третьякевич, Евгений Мошков, Николай Жуков, Иван Земнухов, Ульяна Громова, Сергей Тюленин, Анна Сопова, Лидия Андросова, Ангелина Самошина, Майя Пегливанова, Александра Дубровина, Александра и Василий Бондаревы, Антонина Елисеенко, Владимир Жданов, Клавдия Ковалёва, Нина Герасимова, Сергей Левашов, Демьян Фомин, Антонина Иванихина, Антонина Мащенко и многие другие подпольщики-антифашисты. Вслед за людьми каратели скинули в шахту шахтёрские тележки и бросили несколько гранат.
9 февраля 1943 года в лесу под Ровеньками, где размещалась окружная жандармерия, были расстреляны Олег Кошевой, Любовь Шевцова, Семён Остапенко, Дмитрий Огурцов, Виктор Субботин. Ещё четыре человека были расстреляны в других районах.
Всех молодогвардейцев перед смертью подвергали жестоким пыткам и истязаниям.
14 февраля 1943 года город Краснодон был освобождён от оккупационных войск нацистской Германии советскими войсками Юго-Западного фронта в ходе Ворошиловградской операции.
После освобождения города обезображенные тела казнённых были подняты на поверхность.
Сначала достали те тела, которые зацепились за самые верхние балки и пострадали меньше всего, потому что взрывы гранат их не задели. Первым достали тело Антонины Елисеенко, которая была расстреляна 16 января. Вместе с ней в тот же день были подняты тела Василия Гукова, Михаила Григорьева, Юрия Виценовского, Владимира Загоруйко, Владимира Лукьянченко, Анны Соповой и Сергея Тюленина.
Далее подъём тел чуть было не прекратился, так как оставшиеся тела, пролежавшие на дне шурфа почти месяц, уже начали разлагаться, спускаться туда было опасно — трупный запах губительно воздействовал на лёгкие. Однако, при содействии отца Лидии Андросовой, профессионального шахтёра, подъём тел продолжился.

Процесс опознания поднимаемых тел был чрезвычайно осложнён не только по причине начавшегося разложения, но и вследствие страшных пыток, которым герои были подвергнуты перед смертью. Близкие были вынуждены опознавать своих родных по остаткам волос, одежды и обуви. Мать Юрия Виценовского позже вспоминала: 
Зияющая пропасть, вокруг которой валялись мелкие части туалета наших детей: носки, гребешки, валенки, бюстгальтеры и т.д. Стена террикона вся забрызгана кровью и мозгами. С душераздирающим криком каждая мать узнавала дорогие вещи своих детей. Стоны, крики, обмороки.
1 марта 1943 года герои-антифашисты с воинскими почестями были захоронены в братской могиле в парке имени Комсомола, в самом центре города Краснодона. На похороны пришли сотни людей. Среди них были и выжившие молодогвардейцы — Георгий Арутюнянц, Нина и Оля Иванцовы, Валерия Борц и Радий Юркин. На могиле героев был поставлен временный деревянный обелиск.

#### Избежавшие расправы в Краснодоне
Тринадцать членов «Молодой гвардии» избежали расстрела, потому что по ряду причин либо покинули Краснодон ещё до начала арестов, либо сумели выбраться оттуда уже после. В их числе:
- Василий Борисов — покинув Краснодон, переселился в город Новоград-Волынский Житомирской области, где вновь включился в подпольную борьбу с оккупантами. Подполье потерпело провал, и Борисов был расстрелян немцами 6 ноября 1943 года[источник не указан 1358 дней];
- Степан Сафонов — смог перейти линию фронта и вступил в ряды Красной армии; погиб 20 января 1943 года в боях за освобождение города Каменск[источник не указан 1358 дней];
- Иван Туркенич — избежал ареста, скрывался в Краснодоне до начала февраля 1943 года, а после освобождения Краснодона ушёл с действующей Красной армией и был смертельно ранен 14 августа 1944 года в бою за польский город Глогув-Малопольски. Похоронен в городе Жешув[источник не указан 1358 дней].

#### Пережившие Великую Отечественную войну
Лишь десять членов «Молодой гвардии» пережили Великую Отечественную войну:
- Георгий Арутюнянц — служил в рядах Вооружённых Сил СССР политработником, скончался 26 апреля 1973 года;
- Валерия Борц — служила в рядах Вооружённых Сил СССР переводчиком, скончалась 14 января 1996 года;
- Нина Иванцова — работала на комсомольской и партийной работе, скончалась 1 января 1982 года;
- Ольга Иванцова — работала в торговле, скончалась 16 июня 2001 года;
- Василий Левашов — служил в Военно-морском флоте на политической и преподавательской работе (ВВМУРЭ), скончался 10 июля 2001 года;
- Анатолий Лопухов — служил в рядах Вооружённых Сил СССР политработником, скончался 5 октября 1990 года;
- Ольга Сапрыкина — работала бухгалтером в МАИ и других организациях, ушла на пенсию в 1979 году, в 2013 году жила в Москве, являясь последней из живых молодогвардейцев, скончалась в мае 2015 года.
- Михаил Шищенко — работал на административных должностях в угледобывающей отрасли, скончался 5 мая 1979 года;
- Радий Юркин — служил в авиации, затем работал на предприятиях Краснодона, скончался 16 июля 1975 года;
- Надежда Щербакова — после войны проживала в Ростове-на-Дону, вышла замуж, сменила фамилию на Береговую, имела троих детей, работала сотрудником ОБХСС, окончила службу в звании майора. В музее ОВД Ростовской области о ней есть информация на стенде[источник не указан 3736 дней].

#### Пропавшие без вести
- Анатолий Ковалёв — был арестован 28 января 1943 года, но 31 января бежал из-под расстрела, затем покинул Краснодон и пропал без вести. Существуют самые разные версии его таинственного исчезновения и гибели;
- Фаина Лодкина — была арестована вместе с Надеждой Щербаковой 18 января 1943 года, но в тот же день отпущена. Вероятно, это было вызвано тем, что приближалась Красная армия, а сама Лодкина в «Молодую гвардию» вступила только за компанию с Щербаковой, которая была её подругой, и поэтому особой активности в организации не проявляла. 28 января была вновь арестована с Щербаковой и опять в тот же день отпущена. Неизвестно, пережила ли она войну, потому что ни в каких документах и статьях о «Молодой гвардии» о её дальнейшей судьбе после 28 января ничего не сказано.

## Список участников организации
Членами «Молодой гвардии» являлись:
1. Андросова, Лидия Макаровна
2. Арутюнянц, Георгий Минаевич
3. Бондарев, Василий Иванович
4. Бондарева, Александра Ивановна
5. Борисов, Василий Мефодиевич
6. Борисов, Семён Прокофьевич
7. Борц, Валерия Давыдовна
8. Виценовский, Юрий Семёнович
9. Герасимова, Нина Николаевна
10. Главан, Борис Григорьевич
11. Григорьев, Михаил Николаевич
12. Громова, Ульяна Матвеевна
13. Гуков, Василий Сафонтьевич
14. Дадышев, Леонид Александрович
15. Дубровина, Александра Емельяновна
16. Дьяченко, Антонина Николаевна
17. Елисеенко, Антонина Захаровна
18. Жданов, Владимир Александрович
19. Жуков, Николай Дмитриевич
20. Загоруйко, Владимир Михайлович
21. Земнухов, Иван Александрович
22. Иванихина, Антонина Александровна
23. Иванихина, Лилия Александровна
24. Иванцова, Нина Михайловна
25. Иванцова, Ольга Ивановна
26. Кезикова, Нина Георгиевна
27. Кийкова, Евгения Ивановна
28. Ковалёв, Анатолий Васильевич
29. Ковалёва, Клавдия Петровна
30. Кошевой, Олег Васильевич
31. Куликов, Владимир Тихонович
32. Левашов, Василий Иванович
33. Левашов, Сергей Михайлович
34. Лодкина, Фаина Иосифовна
35. Лопухов, Анатолий Владимирович
36. Лукашов, Геннадий Александрович
37. Лукьянченко, Виктор Дмитриевич
38. Мащенко, Антонина Михайловна
39. Минаева, Нина Петровна
40. Миронов, Николай Иванович
41. Мошков, Евгений Яковлевич
42. Николаев, Анатолий Георгиевич
43. Огурцов, Дмитрий Уварович
44. Орлов, Анатолий Александрович
45. Остапенко, Семён Маркович
46. Осьмухин, Владимир Андреевич
47. Палагута, Павел Федосеевич
48. Пегливанова, Майя Константиновна
49. Петля, Надежда Степановна
50. Петрачкова, Надежда Никитична
51. Петров, Виктор Владимирович
52. Пирожок, Василий Маркович
53. Полянский, Юрий Федотович
54. Попов, Анатолий Владимирович
55. Рогозин, Владимир Павлович
56. Самошина, Ангелина Тихоновна
57. Сапрыкина, Ольга Степановна
58. Сафонов, Степан Степанович
59. Сопова, Анна Дмитриевна
60. Старцева, Нина Илларионовна
61. Субботин, Виктор Фёдорович
62. Сумской, Николай Степанович
63. Ткачёв, Василий Иванович
64. Третьякевич, Виктор Иосифович
65. Туркенич, Иван Васильевич
66. Тюленин, Сергей Гаврилович
67. Фомин, Демьян Яковлевич
68. Шевцова, Любовь Григорьевна
69. Шепелев, Евгений Никифорович
70. Шищенко, Александр Тарасович
71. Шищенко, Михаил Тарасович
72. Щербаков, Георгий Кузьмич
73. Щербакова, Надежда Федосеевна
74. Юркин, Радий Петрович

В 1993 году межрегиональная комиссия по изучению истории «Молодой гвардии» в Луганске установила, что, кроме официально утверждённых, членами организации также являлись:
1. Алексеенко, Нина Петровна
2. Лавренова (Фешенкова), Раиса Ивановна
3. Лодкина, Фаина Иосифовна
4. Прокопенко (Лихота) А. В.
5. Сапрыкина, Ольга Степановна
6. Суковатых П. И.
7. Титова, Антонина Герасимовна
8. Тюленина, Надежда Алексеевна
9. Шевченко, Владимир Прокофьевич
10. Федянина А. М.
11. Щербакова, Надежда Федосеевна

Также были установлены имена ещё нескольких людей, которые по различным причинам были исключены в своё время из списков организации:
1. Михайленко, Василий Васильевич
2. Савенков, Илья Александрович

## Награждённые молодогвардейцы
Указом Президиума Верховного Совета СССР от 13 сентября 1943 года молодогвардейцам Ульяне Громовой, Ивану Земнухову, Олегу Кошевому, Сергею Тюленину, Любови Шевцовой посмертно было присвоено почётное звание Героя Советского Союза. Впоследствии, 5 мая 1990 года, почётное звание Героя Советского Союза было присвоено также командиру подпольной организации Ивану Туркеничу (посмертно).
3 участника «Молодой гвардии» награждены орденом Красного Знамени, 35 — орденом Отечественной войны I степени, 6 — орденом Красной Звезды, 66 — медалью «Партизану Отечественной войны» I степени.
Указом Президиума Верховного Совета СССР от 13 декабря 1960 года молодогвардеец Виктор Третьякевич посмертно награждён орденом Отечественной войны I степени, а Указом Президента РФ от 22 сентября 2022 года ему посмертно присвоено звание Героя России.

## Судьбы лиц, причастных к ликвидации «Молодой гвардии»
После освобождения советскими войсками Краснодонского района сразу же начались розыски коллаборационистов, причастных к преступлениям против граждан СССР, в том числе сотрудников вспомогательной полиции. Некоторые из них были вскоре выявлены и арестованы, другие же умерли безнаказанными.
Кулешов, Громов и Почепцов были приговорены к расстрелу, приговор был утверждён генералом Родионом Малиновским и в сентябре 1943 года приведён в исполнение.
Полицая Александра Давиденко после войны нашли по сигналу сожительницы из-за того, что «герой войны» не захотел поделиться с ней «трофейным» золотом. Но и он, и почти все другие бывшие полицейские Краснодона в заключении (когда их судили, смертная казнь была отменена) вели себя весьма браво. Через двадцать лет заключения Давиденко написал прокурору, что никакого отношения к расправам над «молодогвардейцами» он не имел.
Бывший старший следователь краснодонской полиции Усачёв при подходе частей Красной армии к Ровенькам, бежал в Сталинскую область и поступил в полицию Волновахского района. Через полгода он оказался в Румынии, откуда перебрался в Италию. Там, встретив «своих», вступил в казачью армию Доманова, которая была сформирована немцами специально для борьбы против местных партизан. В мае 1945 казачьи части были пленены английскими войсками, какое-то время находились в их оккупационной зоне, а затем были переданы советской военной администрации. Усачёв был выявлен при фильтрации и передан советскому правосудию.
Черенков И. Н., скрывался в далёкой геологической партии, на Урале, был найден и арестован там же. В Караганде скрывался Иван Орлов, бывший главный краснодонский полицай. Бывшего городского бургомистра Стаценко нашли в Восточной Германии, где он работал скромным фуражиром. Его сын, Стаценко Георгий, был арестован ранее.
В лагерях для немецких военнопленных был найден начальник жандармерии капитан Эрнст Эмиль Ренатус, эсэсовцы Отто Древитц, Эрих Шредер, Я. Шульц, имевшие отношение к расстрелу молодогвардейцев. Гауптвахтмейстер Зонс был убит разрывом артиллерийского снаряда при отступлении немцев в 1943 году из Красного Луча.
Капитан Ренатус умер в тюрьме в 1950 г., прочие сотрудники немецкой полиции были переданы властям ГДР в декабре 1955 г.. Большинство осуждённых коллаборационистов вышло на свободу в середине 1950-х гг., по Указу Президиума Верховного Совета СССР от 17 сентября 1955 г. «Об амнистии советских граждан, сотрудничавших с оккупантами в период Великой Отечественной войны 1941—1945 гг.». 6 сентября 1956 года комиссия Президиума Верховного совета СССР сократила до 14 лет срок наказания участнику расправы над членами «Молодой гвардии» бывшему полицейскому Дмитрию Бауткину (при этом была учтена его положительная характеристика от администрации Воркутинского исправительно-трудового лагеря, тот факт, что отсидел около 10 лет и отработал 623 дня).
Бывший заместитель начальника полиции Подтынный в начале февраля 1943 сбежал в немецкий тыл, где с группой полицейских, в том числе И. Мельниковым, участвовал в облавах и арестах местных жителей. Оказавшись на территории Одесской области, освобождённой от немецких и румынских оккупантов, Подтынный при регистрации в советских органах изменил отчество (то есть стал Дмитриевичем), а также год и место рождения, и с изменёнными биографическими данными был мобилизован в Красную армию. С июня 1944 по август 1946 года лейтенант В. Д. Подтынный находился в действующей армии, награждался орденами и медалями. В апреле 1945 года во время прорыва линии вражеской обороны был ранен в левую руку. После окончания войны Подтынный уволился в запас и в сентябре 1946 прибыл на постоянное место жительства в совхоз № 9 имени Артёма (Константиновского района Сталинской области). Здесь он завёл семью, стал воспитывать родившихся дочь и сына, был избран председателем Степановского сельского совета, в 1949 году вступил в ряды ВКП(б). Зимой 1959 года в совхоз прибыла группа сельских активистов Краснодонского района для закупки племенного скота. Один из прибывших обратил внимание на скотника, который внешне походил на Подтынного-полицейского, разговорился с ним и в итоге опознал в нём бывшего коменданта Первомайки. Сотрудники областного управления госбезопасности всесторонне изучили материалы о преступной деятельности В. П. Подтынного (он же — В. Д. Подтынный) и возбудили уголовное дело. 1 апреля 1959 года он был арестован, ему предъявили обвинение в совершении государственного преступления. Сначала Подтынный был осуждён к 15 годам лишения свободы в исправительно-трудовой колонии с конфискацией личного имущества, но позднее приговор был пересмотрен и суд приговорил обвиняемого к высшей мере наказания — расстрелу.
Ольга Лядская, Зинаида Вырикова, Г. В. Стаценко, М. Линчевская, С. Полянская и другие, которые подозревались в предательстве и были привлечены к уголовной ответственности, были реабилитированы в середине 1990-х годов. Хотя Лядская сама признавалась, что выдала ряд молодогвардейцев: «Я назвала лиц, которых я подозревала в партизанской деятельности: Козырева, Третьякевича, Николаенко, потому что они у меня однажды спрашивали, есть ли у нас на хуторе партизаны и помогаю ли я им. А после того, как Соликовский пригрозил избить, я выдала подругу Мащенко — Борц…».
После войны бывший начальник краснодонской полиции Василий Соликовский скрывался в Австрии и ФРГ, жил до 1967 года в Нью-Йорке, затем переехал в бразильский город Порту-Алегри, где и умер в 1970-х годах.

## Современные оценки «Молодой гвардии»
По мнению руководителя Северо-Восточного отдела Украинского института национальной памяти Марии Тахтауловой:

«Молодая гвардия» стала известна после романа Александра Фадеева с соответствующим названием. Но если посмотреть вне романа на исторические факты, то действительно в тогдашнем Краснодоне действовала определенная молодежная подпольная организация. Но нет никаких подтверждений того, что подпольщики называли себя именно так, то есть «Молодая гвардия», и что это было коммунистическое подполье, как это изображено в самом романе — по крайней мере, в его второй редакции, после того, как Сталин вмешался в этот творческий процесс. Фактически у нас есть бюсты литературным персонажам, которые имели свои определенные прототипы в реальной жизни. Соответственно, это не что иное, как пропаганда видения Советского Союза относительно именно Великой Отечественной войны.

## «Молодая гвардия» в произведениях искусства

### Роман «Молодая гвардия»

Обложка одного из первых изданий романа «Молодая гвардия».

Подвигу молодогвардейцев посвящён роман А. А. Фадеева «Молодая гвардия», написанный в 1946 году (второе, отредактированное издание — в 1951 году).
В романе воссоздаются действительные события, сохранены подлинные фамилии большинства действующих лиц — коммунистов, молодогвардейцев, их родственников, хозяек явочных квартир (Марфа Корниенко, сёстры Кротовы), командира ворошиловградского партизанского отряда Ивана Михайловича Яковенко и других. В книге приводятся стихи Олега Кошевого (в главе 47) и Вани Земнухова (в главе 10), тексты клятвы (в главе 36) и листовок молодогвардейцев (в главе 39).
Кроме того, в романе много вымышленных (часто — собирательных) персонажей и сцен, например, образы полицая Игната Фомина, подпольщика Матвея Шульги, молодогвардейца-предателя Евгения Стаховича, хотя в той или иной степени они находят своих прототипов.
Литературные образы романа, в 1948 году воплощённые в фильме, снятом С. А. Герасимовым, на многие годы определили восприятие молодогвардейцев и воспринимались как документальные, несмотря на напоминания о праве автора на вымысел. При этом, уже 6 января 1947 г. в «Докладной записке редактора издательства „Молодая гвардия“ А. В. Лукина в ЦК ВЛКСМ» указывалось: «…жители Краснодона утверждают, что Фадеев неверно показал <…> и всю организацию в целом. В то время как в действительности „Молодая гвардия“ представляла собой большую серьёзную организацию, часто делавшую больше, чем другие партизанские подпольные организации области, в романе этого нет. В романе Фадеев изображает, наоборот, какую-то детскую игру школьников в подполье».
Исследователь творчества А. Фадеева В. Г. Боборыкин отмечал, что «…и освобождение военнопленных, и разгон скота, и поджог биржи — всё это в изображении Фадеева — оборонительные меры. Сведения об иных предприятиях „Молодой гвардии“, которые носили отчётливый наступательный характер, писатель сообщает в одной из глав в порядке информации».

### Документальная повесть «Это было в Краснодоне»
Написанная в 1961 году участником Великой Отечественной войны, собственным корреспондентом и первым заместителем главного редактора газеты «Комсомольская правда» Кимом Прокофьевичем Костенко по материалам судебного следствия над изменником Родины Василием Подтынным, служившим во время войны заместителем начальника краснодонской полиции, документальная повесть «Это было в Краснодоне» (ID 4257570) пролила свет на многие долго остававшиеся неизвестными обстоятельства трагической гибели отважных молодогвардейцев.
В частности, на основе изученных секретных документов из архивов КГБ СССР Ким Костенко выяснил, что первым комиссаром «Молодой гвардии», сплотившим вокруг себя комсомольцев, был не Олег Кошевой, а Виктор Третьякевич. Журналист писал о Викторе Третьякевиче: «Один из тут же пойманных работников городской полиции следователь Кулешов заявил на следствии, что молодогвардейцев выдал Третьякевич, не выдержав побоев. Это была ложь, по-видимому, рассчитанная на то, что подлинному предателю удастся скрыться. В действительности же, как показало следствие, полиция узнала имена членов „Молодой гвардии“ совсем из другого источника». По данным Кима Костенко, предателем был молодогвардеец Геннадий Почепцов, которого толкнул на этот шаг его отчим, начальник шахты № 1-бис Громов Василий Григорьевич, оказавшийся тайным агентом полиции Краснодона.

### Биографическая книга «Повесть о сыне»
Биографическая книга «Повесть о сыне» об Олеге Кошевом и молодогвардейцах была написана в 1943 году матерью Олега — Еленой Николаевной Кошевой (в литературной редакции П. Гаврилова).

### Художественные фильмы

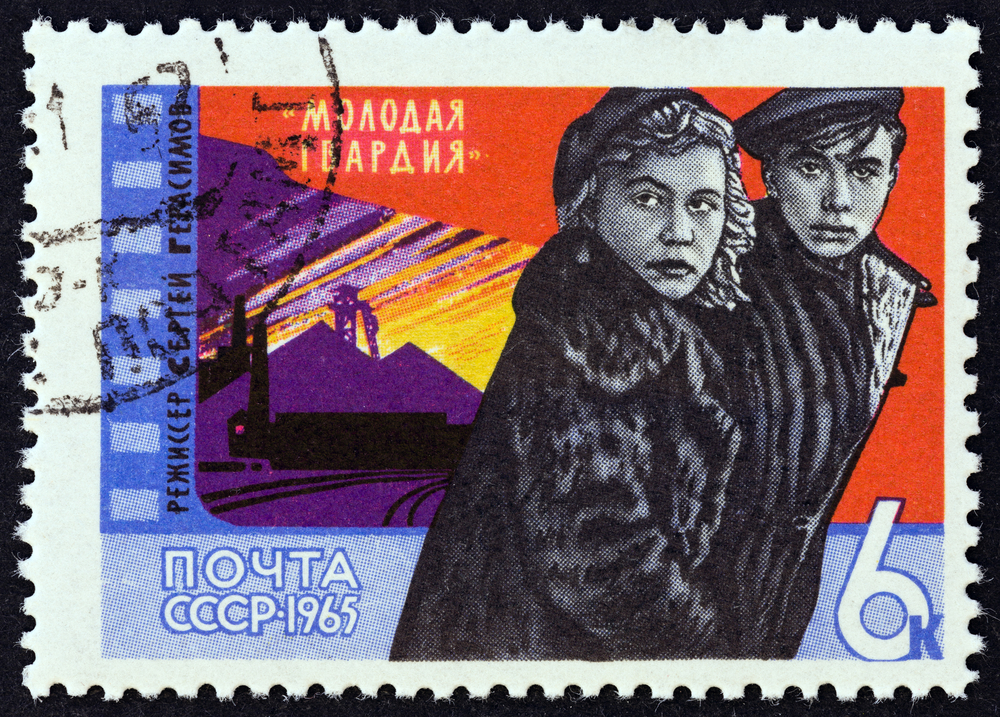
Почтовая марка СССР, 1965 год. Фильм «Молодая гвардия» режиссёра Сергея Герасимова (1948 год).

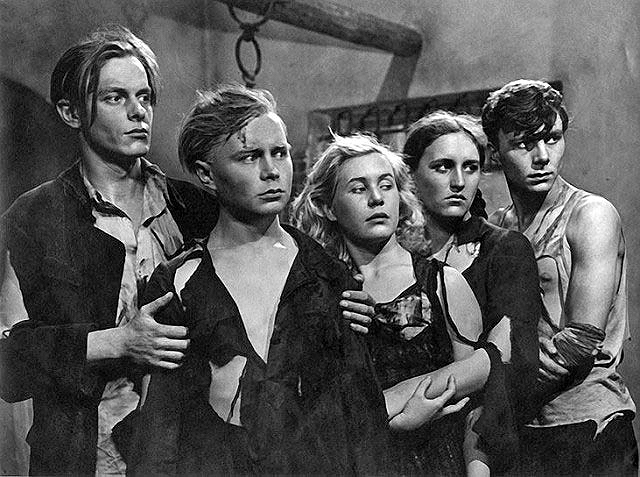
Кадр из фильма «Молодая гвардия» (1948 год).

- В Советском Союзе по роману Александра Фадеева «Молодая гвардия» режиссёром Сергеем Герасимовым был снят художественный фильм «Молодая гвардия» (1948 год, в 1-й редакции). В 1964 году фильм был подвергнут повторной редакции, это было связано с выявлением множества новых фактов и обстоятельств в деятельности «Молодой гвардии».
- В России в 2006 году по роману А. А. Фадеева «Молодая гвардия» был снят многосерийный художественный фильм «Последняя исповедь». Режиссёр: Сергей Лялин; сценаристы: Юрий Аветиков, Евгений Котов; продюсер: Маргарита Буц. Производство: «Профиль-престиж». Особенностью фильма является добавленный религиозный подтекст.
- 5 мая 2015 года, накануне празднования 70-летия Победы в Великой Отечественной войне, на российском Первом канале состоялась премьера 12-серийного телевизионного художественного фильма «Молодая гвардия» режиссёра Леонида Пляскина.

### Документальные фильмы
- Программа «Искатели». Документальный фильм «Молодая гвардия. По следу предателя…» (художественный руководитель — Лев Николаев, продюсеры — Олег Вольнов и Александр Митрошенков; производство ООО «Цивилизация Нео» по заказу Первого канала, 2008 год)[28].

### Спектакли
Спектакли о подпольной организации «Молодая гвардия» ставятся в различных театрах России:
- Государственный театр киноактёра, г. Москва[29]. Спектакль «Молодая гвардия» по роману А. А. Фадеева, поставленный С. А. Герасимовым в 1947 году в этом театре, послужил основой его фильма.
- Образцовый школьный театр «Глагол» 2025 г. Петропавловск, Казахстан
- Театр «Эльф», г. Королёв[30].
- Театр «Белая ворона», г. Пенза[31].
- Молодёжный театр «Энтузиаст», г. Москва[32].
- Образцовая театральная студия «Иная возможность», г. Советск, Калининградская область.
- Санкт-Петербургский театр «Мастерская». Спектакль «Молодая гвардия» (режиссёры — Максим Диденко и Дмитрий Егоров; премьера — 16 октября 2015 года)[33].
- Театр-студия «Поколение» (детский), г. Москва, руководитель — Галина Александровна Неволина. Спектакль-размышление «Мы все остались молодыми» по роману А. А. Фадеева «Молодая гвардия».
- Детско-юношеская театральная студия «СКАЗ» г. Казань. Спектакль «Молодая гвардия» (режиссёр и руководитель: Марина Мусиенко; премьера 17 мая 2015 года).
- г. Владимир. Спектакль «Молодая гвардия» (инсценировка и постановка: Владимир Кузнецов).
- Коллектив художественного любительского творчества Театральная студия «МЫ» «Герои не Мы» (режиссёр и руководитель: Марина Викторовна Зайцева), г. Ирбит, Свердловская область.
- Спектакль «Молодая гвардия»[34] на сцене Народного театра «Молодая гвардия» под руководством Анатолия Байкова в 1976 году в посёлке Звёздный Иркутской области на БАМе.
- Спектакль «Молодая гвардия» на сцене театра-студии «Квадрат»[35], г, Москва 2019 постановка Татьяны Григорьевны Пеня.
- Образцовая театральная студия «Оле-Лукойе», г. Гурьевск, Калининградская область. Спектакль «Бессмертие» по мотивам романа А. А. Фадеева «Молодая гвардия» (режиссёр- Римма Листунова)
- Луганский театр на Оборонной. «Распятая юность», рок-опера, либретто В. Зайцева, муз. Ю. Дерского.

### Опера
Опера советского композитора Юлия Мейтуса «Молодая гвардия» («Молода гвардія») в четырёх действиях, семи картинах. Либретто на украинском языке Андрея Малышко по мотивам одноимённого романа А. А. Фадеева. Первое представление состоялось 7 ноября 1947 года в Киеве. В Москве опера впервые показана в августе 1950 года в переводе на русский язык Михаила Исаковского.

### Песни
- «Слушайте, товарищи» — музыка Матвея Блантера, слова Михаила Исаковского, 1943 год[38].
- «Песня о краснодонцах» («Это было в Краснодоне») — музыка Василия Соловьёва-Седого, слова Сергея Острового, 1946 год[39][40].
- «Мёртвые не забыли» — песня, а также видеоклип на неё были записаны в 2016 году хорроркор-рэп-исполнителем MC Val (г. Луганск).

## Память о молодогвардейцах
В Советском Союзе «Молодая гвардия» пользовалась всенародной славой. Роман Александра Фадеева до 1949 года выдержал 43 издания, выйдя общим тиражом около двух миллионов экземпляров. Именами молодогвардейцев были названы теплоходы, улицы, сотни учебных заведений и пионерских отрядов. По всему Союзу, и даже за его пределами, было создано более трёхсот музеев «Молодой гвардии», а Краснодонский музей посетили около 11 миллионов человек.

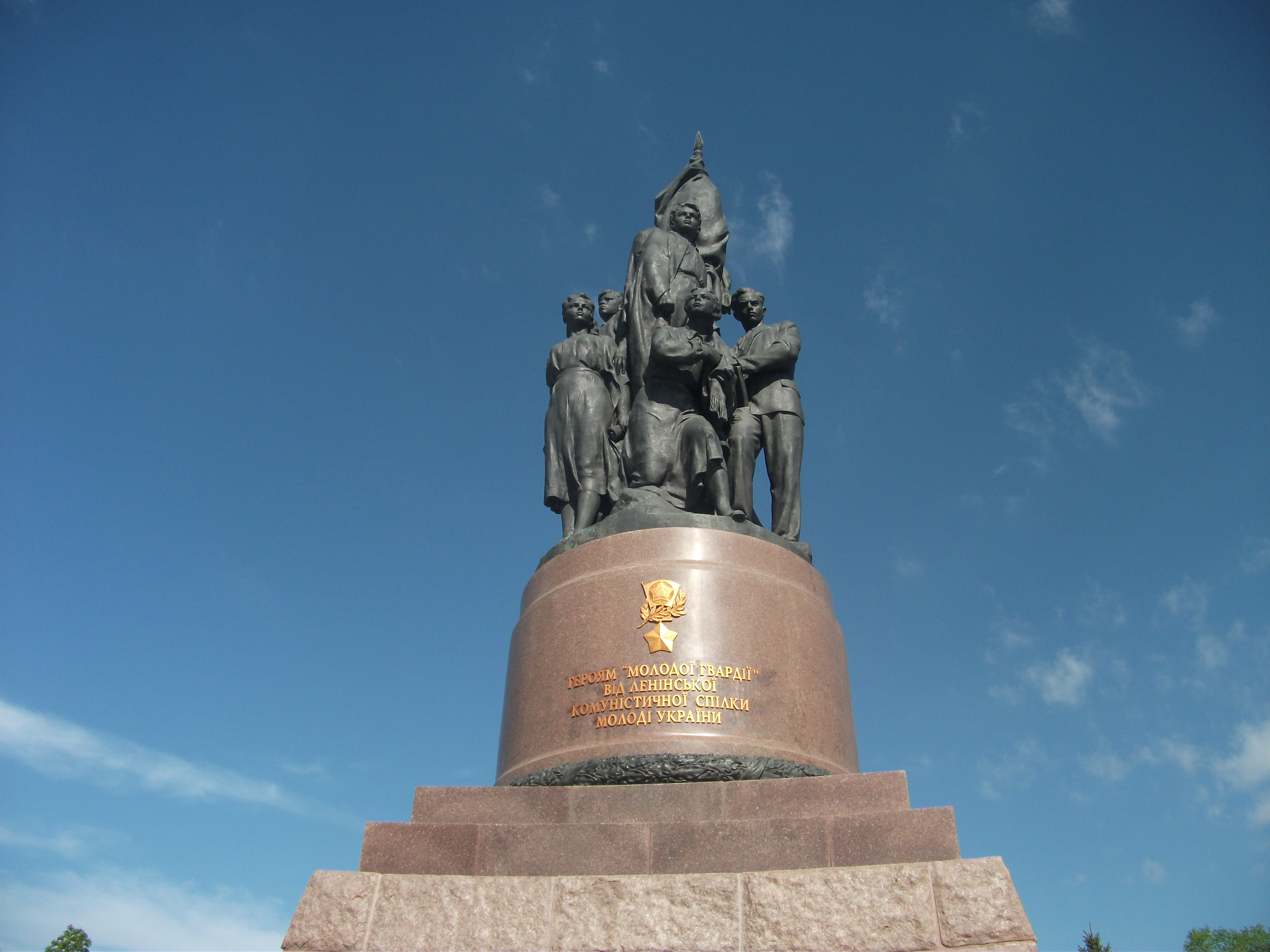
Памятник «Клятва» в Краснодоне

- В самом Краснодоне действует музей «Молодая гвардия», установлен памятник молодогвардейцам (копия — в Санкт-Петербурге, в парке Екатерингоф).

Памятник героям Краснодона

- В Саратове на ул. Большая Горная в 1949 году установлен Памятник Героям Краснодона, скульптор Тимофеев Е. Ф.
- В память об организации «Молодая гвардия» назван новый город в Луганской области — Молодогвардейск (1961); именами героев названы населённые пункты, совхозы, колхозы, корабли, школы и т. д.
- В 2003 году Луганскому военному лицею было присвоено звание Героев «Молодой гвардии».
- Именами героев-молодогвардейцев были названы многие пионерские лагеря в СССР, также их имена носят многие современные детские лагеря отдыха.
- В Москве в средней школе № 312 в Потаповском переулке работает музей «Молодой гвардии». Музей был открыт в 1958 году. Хранитель музея — Тамара Александровна Кисничан.
- В Москве на 2-й Миусской улице стоит памятник Александру Фадееву. Памятник включает в себя три сюжетных линии: статуя Александра Фадеева, герои романа «Разгром» и «Молодая гвардия».
- В городе Чебаркуле Челябинской области средняя школа № 2 носит имя «Молодой гвардии». В холле школы установлен барельеф героям-молодогвардейцам. В прежние годы коллектив и ученики школы поддерживали тесный контакт с жителями Краснодона, свидетелями деятельности молодогвардейцев.
- В Ярославле существует детский оздоровительный лагерь «Молодая гвардия».
- В Сыктывкаре средняя школа № 12 носит имя Олега Кошевого. В фойе школы установлен бюст Олега Кошевого.
- В Томске в лицее № 8 работает музей «Молодая гвардия», есть улицы Олега Кошевого и Любы Шевцовой.
- В Зеленогорске имеется школа-интернат № 168 имени «Молодой гвардии».
- В Крыму прогулочные теплоходы названы именами Сергея Тюленина, Любы Шевцовой, Олега Кошевого, Ульяны Громовой.
- На Украине существует литературная премия имени «Молодой гвардии», учреждённая Украинским межрегиональным союзом писателей, присуждаемая за работу с молодыми авторами и вклад в развитие литературного процесса.
- В Харькове (Украина) в начале 1950-х годов была открыта аллея героев-молодогвардейцев по улице Культуры (дом 22), перед зданием средней школы № 116 (ныне — Харьковская гимназия № 116), с тех пор носящей имя «Молодой гвардии».
- В городе Днепр на улице Молодогвардейской установлен мемориал «Молодой гвардии».
- В районе Магжана Жумабаева Северо-Казахстанской области Казахстана есть село Молодогвардейское.
- В Братиславе (Словакия) в честь организации названо общежитие (Mladá garda) Словацкого Технического Университета.
- 13 марта 2024 года в Москве в сквере на Молодогвардейской улице открыт памятник молодогвардейцам работы скульптора Михаила Баскакова[42].

### Улицы
Улицы и переулки, названные в честь города Краснодона, подпольной организации Молодая гвардия и её членов, имеются во многих городах:
- Улица Молодогвардейцев — в городах: Великие Луки, Екатеринбург, Павлодар (Казахстан), Рыбинск, Салават, Челябинск, Воронеж, Тюмень.
- Переулок Молодогвардейцев — Орёл[43], в городе также располагается Молодогвардейский посёлок (с улицами Чайкиной, Тюленина, Шевцовой, Земнухова, Кошевого и Громовой).
- Улица Молодой гвардии — в городах: Бердск, Бишкек (Киргизия), Брянск, Ирбит, Калининград, Киров, Кузнецк, Курган, Рудный (Казахстан), Хмельницкий (Украина).
- Улица Героев Краснодона — в городах: Ангарск, Днепр (Украина).
- Молодогвардейская улица.
- Краснодонская улица.
- Улица Краснодонцев.
- Улица Кошевого.
- Улица Ульяны Громовой.
- Улица Шевцовой.
- Улица Тюленина.
- Улица Земнухова — в городах: Алма-Ата (Казахстан), Калининград. Курган, Новокузнецк, Новосибирск, Орёл.
- Улица Кошевого и Громовой — в городах Якутск, Мурманск

- В Калининграде есть улица Лилии Иванихиной.
- В Новокузнецке есть улицы, названные в честь Виктора Петрова, Николая Сумского, Анатолия Попова, Анатолия Орлова, Василия Левашова.

Аллея молодогвардейцев в городе Харькове
Памятник Любови Шевцовой на Аллее молодогвардейцев в городе Харькове.
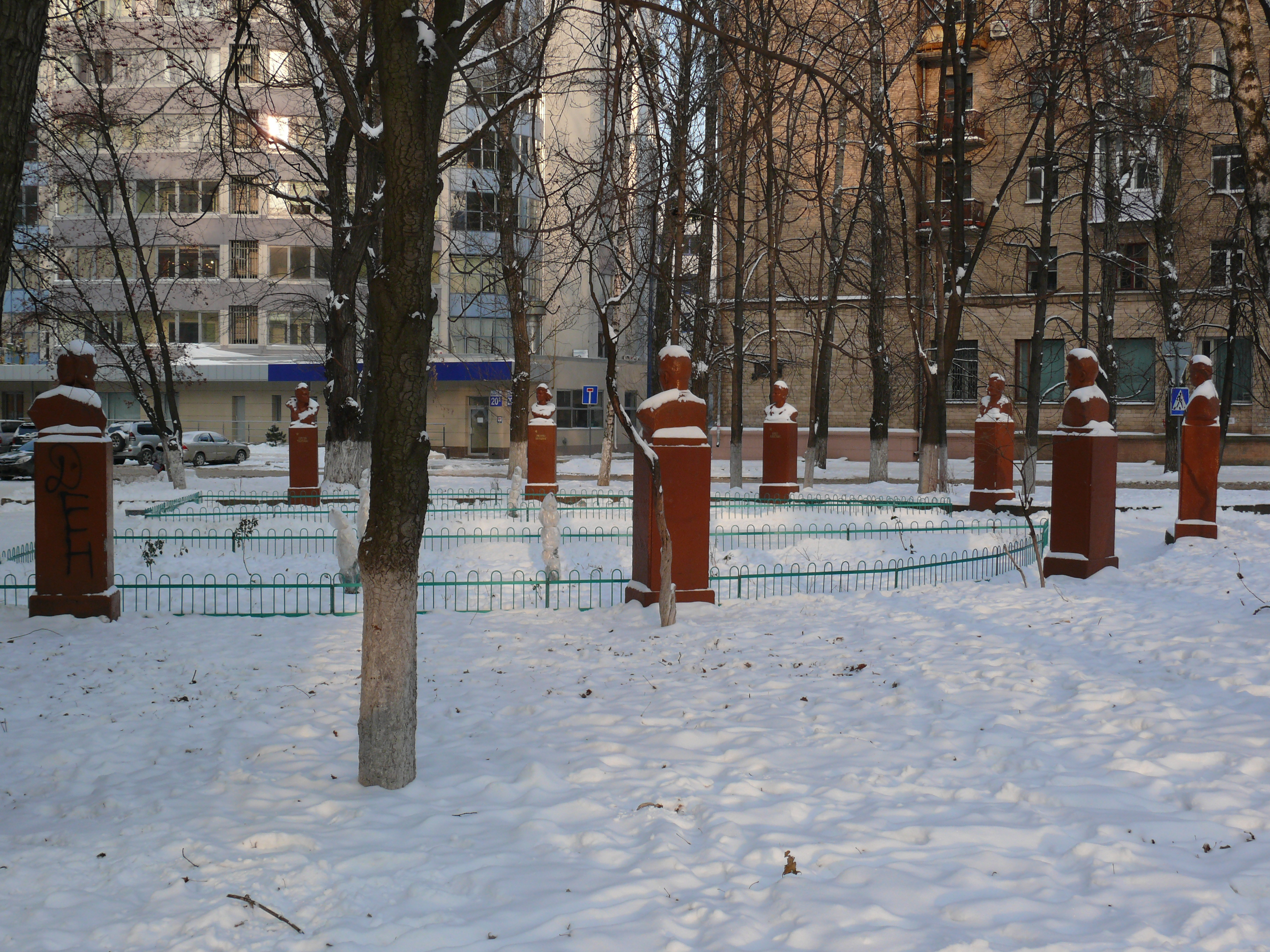
Зимняя аллея героев «Молодой гвардии» в городе Харькове.
Памятник Олегу Кошевому на Аллее молодогвардейцев в городе Харькове.

### В филателии

Почтовые марки и конверт СССР
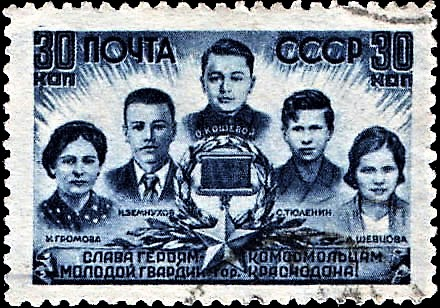
Почтовая марка СССР, 1944 год: «Слава Героям-комсомольцам Молодой гвардии города Краснодона!».
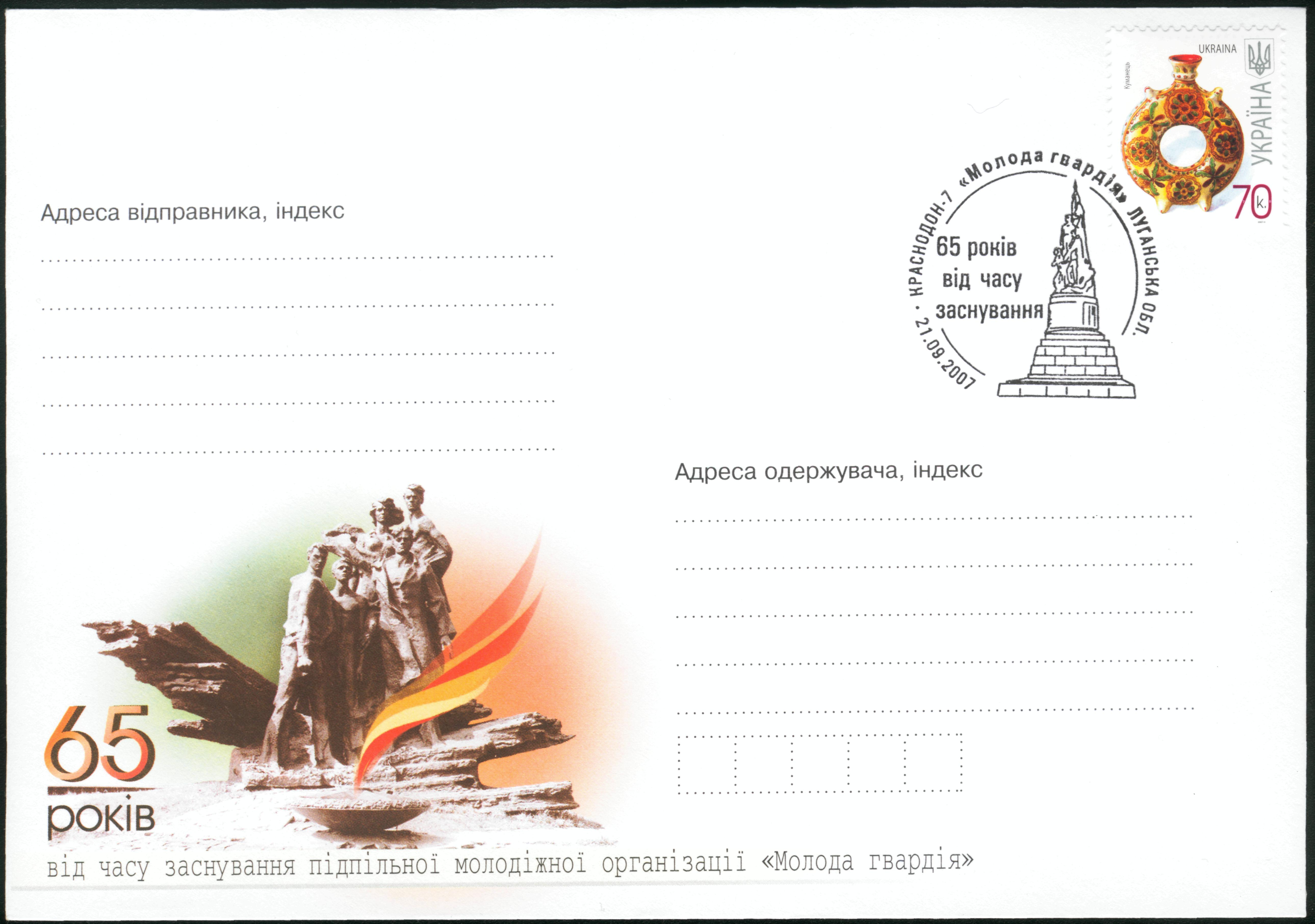
Конверт со спецгашением, 21.09.2007 г.: «65-лет со дня образования подпольной молодёжной организации „Молодая гвардия“».
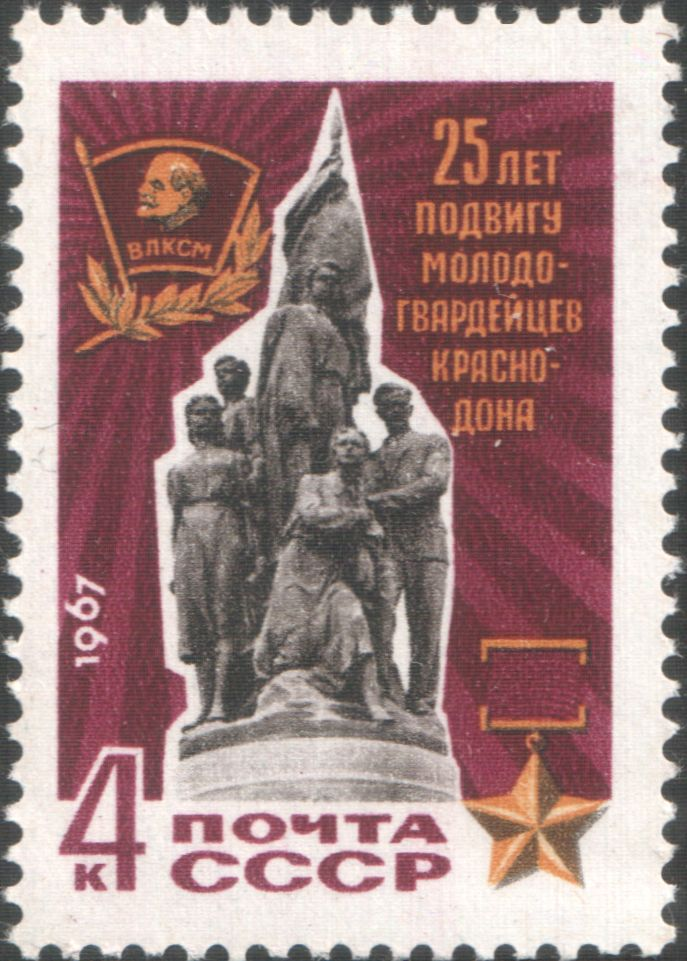
Почтовая марка СССР, 1967 год: «25 лет подвигу молодогвардейцев Краснодона».